# Geophilus nanus
Geophilus nanus är en mångfotingart som beskrevs av Carl Graf Attems 1952. Geophilus nanus ingår i släktet Geophilus och familjen storjordkrypare.
Artens utbredningsområde är Spanien. Inga underarter finns listade i Catalogue of Life.